# Calcio Catania 2018-2019
Questa voce raccoglie le informazioni riguardanti il Calcio Catania nelle competizioni ufficiali della stagione 2018-2019.

## Stagione
Per la nuova stagione il Catania si affida all'allenatore Andrea Sottil, scelto dopo l'ottima stagione a Livorno terminata con la promozione in serie B. Gli Etnei sono tra i protagonisti del mercato estivo con conferme importanti come quelle di Pisseri, Biagianti e Lodi e l'arrivo di giocatori di esperienza come Tommaso Silvestri, Luigi Scaglia, Cristian Llama, e Alessandro Marotta.
La stagione del Catania inizia però in modo anomalo: in seguito alle mancate iscrizioni di Avellino, Bari e Cesena, gli Etnei chiedono il ripescaggio in serie B; ma le speranze di partecipare alla serie cadetta vengono spezzate quando il commissario straordinario della FIGC blocca tutti i ripescaggi in Serie B, andando a modificare di fatto il format del campionato e portandolo a 19 squadre in violazione delle norme federali, in quanto il regolamento non permetterebbe di cambiare formula ai campionati se non con un anno di anticipo. Il Catania ricorre dunque prima al tribunale federale della FIGC e poi al TAR del Lazio.
Pur aspettando l'esito dei ricorsi, il Catania inizia il campionato di serie C il 29 settembre. Costretto a saltare le prime tre giornate, la stagione inizia nel migliore dei modi con le vittorie contro Rende e Vibonese; nonostante i molti mesi di inattività e il ritardo di preparazione atletica, gli Etnei lottano per buona parte della stagione per il primo posto, ma a partire da febbraio la squadra diventa incostante, alternando ottime prestazioni a pessime sconfitte. La società dunque decide di sollevare dall'incarico di allenatore Andrea Sottil, scegliendo come suo sostituto Walter Novellino, ma anche con il nuovo tecnico la squadra non riesce ad avere la continuità di risultati necessaria per vincere il campionato: infatti, dopo le due vittorie iniziali contro Catanzaro e Juve Stabia, che portano il Catania al secondo posto a quattro punti dalla vetta, arrivano una serie di risultati negativi che costringono la squadra a rinunciare alla vittoria del campionato, venendo scavalcata anche dal Catanzaro, classificandosi quarta con 65 punti. Sfumati il primo posto e la promozione diretta in serie B, il Catania è costretto a giocare i play-off, con la società che decide di esonerare Novellino e richiamare Sottil. Da quarto classificato il Catania salta il primo turno dei play-off, al secondo turno batte la Reggina per 4-1, ai quarti di finale supera il Potenza al termine di due combattute sfide, in semifinale incontra il Trapani, venendo eliminato dopo due pareggi in virtù del miglior piazzamento degli avversari in campionato.

## Divise e sponsor
Per la stagione 2018-2019, lo sponsor tecnico è Givova (per la seconda stagione consecutiva), mentre gli sponsor di maglia sono DomusBet (main sponsor), Bacco (Top Sponsor), GNV (Top Sponsor sui pantaloncini) e Zito Caffè (Top Sponsor posteriore, sotto il numero).
| Casa | Trasferta | Terza divisa |

## Organigramma societario
ORGANI DI AMMINISTRAZIONE E CONTROLLO
Consiglio di amministrazione
- Presidente: Davide Franco
- Amministratore delegato: Pietro Lo Monaco
- Consiglieri di amministrazione: Giuseppe Gitto,  Ida Linda Reitano, Giuseppe Caruso

Collegio sindacale
- Presidente: Sergio Monteodoro
- Sindaci: Elisa Rita Ferrari, Gabriele Felici

AREE E MANAGEMENT
Area gestione aziendale
- Direttore generale: Pietro Lo Monaco
- Responsabile amministrativo: Carmelo Milazzo
- Segretario generale: Giorgio Borbone
- Addetta contabilità: Paola Bruno
- Traduttrice, interprete e segretaria: Elvira Strano
- Responsabile logistica e Supporter liaison officer: Giuseppe Franchina
- Responsabile relazioni esterne e istituzionali: Antonio Carbone
- Responsabile legale: Ida Linda Reitano
- Consulente legale affari sportivi: Eduardo Chiacchio
- Consulente legale: Michele Scacciante
- Delegato sicurezza: Antonio Russo
- Vice delegato sicurezza: Francesco Giannotta
- Collaboratore support technology: Enzo Longhitano
- Magazzinieri: Antonio Pennisi, Alessandro Musumeci, Giuseppe Motta

Area comunicazione
- Responsabile comunicazione: Angelo Scaltriti
- Web Designer: Fabio De Luca
- Fotografo: Filippo Galtieri

Area marketing
- Responsabile area marketing: Saverio Provenzano
- Direttore commerciale: Vincenzo Lo Monaco
- Marketing manager: Daniela Lazzaro
- Marketing manager: Sergio Muratore
- Marketing manager: Davide Insalaco

Area sportiva
- Direttore sportivo: Christian Argurio
- Responsabile area tecnica: Mario Marino
- Responsabile settore giovanile: Alessandro Failla
- Responsabile attività di base: Orazio Russo
- Team Manager: Emanuele Passanisi

Area tecnica
- Allenatore: Andrea Sottil, poi Walter Novellino, poi Andrea Sottil
- Allenatore in seconda: Gianluca Cristaldi, poi Simone Tomassoli, poi Gianluca Cristaldi
- Collaboratore tecnico: Salvatore Gentile
- Allenatore dei portieri: Marco Onorati
- Preparatore atletico: Cristian Bella
- Preparatore atletico addetto alla riabilitazione: Giuseppe Colombino

Area sanitaria
- Responsabile sanitario: dottor Antonio Licciardello
- Medico sociale: Antonino Puglisi
- Medico sociale: Alfio Scudero
- Medico sociale: Mario Dottore
- Medico ortopedico: Arcangelo Russo
- Medico fisiatra: Francesco Guagliardo
- Fisioterapista: Andrea Calì
- Fisioterapista: Carmelo Cutroneo
- Massaggiatore: Salvatore Libra
- Osteopata: Angelo Fangano

## Rosa
Rosa e numerazione aggiornate al 26 febbraio 2019..
| N. |                     | Ruolo | Calciatore          |
| -- | ------------------- | ----- | ------------------- |
| 1  | Italia (bandiera)   | P     | Guido Pulidori      |
| 2  | Italia (bandiera)   | D     | Davide Biancola     |
| 2  | Gambia (bandiera)   | D     | Ibrahim Escu        |
| 3  | Croazia (bandiera)  | D     | Dragan Lovrić       |
| 4  | Italia (bandiera)   | D     | Ramzi Aya           |
| 5  | Italia (bandiera)   | D     | Tommaso Silvestri   |
| 6  | Italia (bandiera)   | D     | Mario Noce          |
| 6  | Italia (bandiera)   | C     | Federico Angiulli   |
| 7  | Italia (bandiera)   | C     | Mattia Rossetti     |
| 7  | Slovenia (bandiera) | A     | Maks Barisić        |
| 7  | Italia (bandiera)   | A     | Vincenzo Sarno      |
| 8  | Italia (bandiera)   | C     | Luigi Scaglia       |
| 8  | Italia (bandiera)   | C     | Michael Liguori     |
| 9  | Italia (bandiera)   | A     | Alessandro Marotta  |
| 10 | Italia (bandiera)   | C     | Francesco Lodi      |
| 11 | Italia (bandiera)   | A     | Demiro Pozzebon     |
| 11 | Italia (bandiera)   | A     | Davis Curiale       |
| 12 | Italia (bandiera)   | P     | Matteo Pisseri      |
| 13 | Italia (bandiera)   | D     | Samuele Bonaccorsi  |
| 14 | Italia (bandiera)   | A     | Gianmarco Papaserio |
| 14 | Italia (bandiera)   | A     | Giuseppe Fornito    |
| 14 | Croazia (bandiera)  | A     | Fran Brodić         |

| N. |                                 | Ruolo | Calciatore        |
| -- | ------------------------------- | ----- | ----------------- |
| 15 | Italia (bandiera)               | D     | Giovanni Marchese |
| 16 | Italia (bandiera)               | A     | Cristian Caccetta |
| 16 | Argentina (bandiera)            | C     | Cristian Llama    |
| 17 | Senegal (bandiera)              | D     | Joel Baraye       |
| 18 | Italia (bandiera)               | A     | Giacomo Graziano  |
| 18 | Italia (bandiera)               | C     | Giuseppe Rizzo    |
| 19 | Gambia (bandiera)               | C     | Kalifa Manneh     |
| 20 | Italia (bandiera)               | A     | Andrea Vassallo   |
| 21 | Italia (bandiera)               | C     | Rosario Bucolo    |
| 22 | Italia (bandiera)               | P     | Damiano Fabiani   |
| 23 | Italia (bandiera)               | D     | Simone Ciancio    |
| 24 | Bosnia ed Erzegovina (bandiera) | A     | Adis Mujkić       |
| 25 | Italia (bandiera)               | A     | Andrea Di Grazia  |
| 26 | Italia (bandiera)               | D     | Luca Calapai      |
| 27 | Italia (bandiera)               | C     | Marco Biagianti   |
| 28 | Italia (bandiera)               | D     | Andrea Esposito   |
| 29 | Italia (bandiera)               | C     | Alessio Rizzo     |
| 29 | Italia (bandiera)               | D     | Lorenzo Valeau    |
| 30 | Italia (bandiera)               | C     | Giuseppe Carriero |
| 31 | Italia (bandiera)               | A     | Emanuele Pecorino |
| 32 | Italia (bandiera)               | A     | Matteo Di Piazza  |
| 33 | Italia (bandiera)               | P     | Lorenzo Bardini   |

## Calciomercato

### Sessione estiva(dal 1/7 al 18/8)
| Acquisti | Acquisti           | Acquisti       | Acquisti      |
| R.       | Nome               | da             | Modalità      |
| -------- | ------------------ | -------------- | ------------- |
| P        | Giulio Pulidori    | Livorno        |               |
| D        | Joel Baraye        | Virtus Entella | prestito      |
| D        | Samuele Bonaccorsi | Borgosesia     | fine prestito |
| D        | Luca Calapai       | Carpi          |               |
| D        | Simone Ciancio     | Lecce          | svincolato    |
| D        | Andrea Esposito    | Cesena         | svincolato    |
| D        | Dragan Lovric      | Alessandria    | fine prestito |
| D        | Tommaso Silvestri  | Trapani        | svincolato    |
| C        | Federico Angiulli  | Ternana        |               |
| C        | Cristian Caccetta  | Pordenone      | fine prestito |
| C        | Cristian Llama     | Gimnasia (M)   | svincolato    |
| C        | Alessio Rizzo      | Union Feltre   | fine prestito |
| C        | Giuseppe Rizzo     | Salernitana    | definitivo    |
| C        | Luigi Scaglia      | Parma          | prestito      |
| C        | Simone Schisciano  | Potenza        | fine prestito |
| A        | Fran Brodić        | Club Bruges    | prestito      |
| A        | Alessandro Marotta | Siena          |               |
| A        | Adis Mujkić        | Strømsgodset   |               |
| A        | Demiro Pozzebon    | Triestina      | fine prestito |
| A        | Andrea Vassallo    | Bologna        | prestito      |

| Cessioni | Cessioni              | Cessioni        | Cessioni       |
| R.       | Nome                  | a               | Modalità       |
| -------- | --------------------- | --------------- | -------------- |
| P        | Miguel Ángel Martínez | San Agustín     | definitivo     |
| D        | Luka Bogdan           | Livorno         | definitivo     |
| D        | Stefan Đorđević       | Potenza         | definitivo     |
| D        | Mirko Esposito        | Crotone         | fine prestito  |
| D        | Mario Noce            | Cesena          | prestito       |
| D        | Antonio Porcino       | Livorno         | definitivo     |
| D        | Daniel Semenzato      | Pordenone       |                |
| D        | Luca Tedeschi         | Pro Vercelli    | definitivo     |
| C        | Cristian Caccetta     |                 | fine contratto |
| C        | Giuseppe Fornito      | Paganese        | prestito       |
| C        | Andrea Mazzarani      | Salernitana     | definitivo     |
| C        | Gianmarco Papaserio   | S.F.F. Atletico | prestito       |
| C        | Andrea Russotto       | Sambenedettese  | definitivo     |
| C        | Simone Schisciano     | Gela            | definitivo     |
| A        | Giuseppe Caccavallo   | Venezia         | fine prestito  |
| A        | Demiro Pozzebon       | Bari            | definitivo     |
| A        | Francesco Ripa        | Sicula Leonzio  |                |
| A        | Mattia Rossetti       | Sicula Leonzio  | prestito       |

### Operazioni esterne(dal 18/8 al 31/12)
| Acquisti | Acquisti         | Acquisti   | Acquisti      |
| R.       | Nome             | da         | Modalità      |
| -------- | ---------------- | ---------- | ------------- |
| A        | Giacomo Graziano | FC Messina | fine prestito |

| Cessioni | Cessioni         | Cessioni   | Cessioni   |
| R.       | Nome             | a          | Modalità   |
| -------- | ---------------- | ---------- | ---------- |
| D        | Davide Biancola  | Messina    | definitivo |
| D        | Edoardo Blondett | Casertana  | definitivo |
| A        | Giacomo Graziano | FC Messina | prestito   |

### Sessione invernale(dal 2/1 al 31/1)
| Acquisti | Acquisti          | Acquisti       | Acquisti   |
| R.       | Nome              | da             | Modalità   |
| -------- | ----------------- | -------------- | ---------- |
| D        | Lorenzo Valeau    | Roma           | prestito   |
| C        | Giuseppe Carriero | Parma          | prestito   |
| C        | Michael Liguori   | S.N. Notaresco |            |
| C        | Vincenzo Sarno    | Padova         | definitivo |
| A        | Matteo Di Piazza  | Catania        | definitivo |

| Cessioni | Cessioni        | Cessioni | Cessioni      |
| R.       | Nome            | a        | Modalità      |
| -------- | --------------- | -------- | ------------- |
| D        | Alessio Rizzo   | Avellino |               |
| C        | Luigi Scaglia   | Parma    | fine prestito |
| C        | Andrea Vassallo | Bologna  | fine prestito |
| A        | Maks Barisić    | Padova   | prestito      |

### Operazioni esterne(dal 1/2 al 30/06)
| Acquisti | Acquisti        | Acquisti | Acquisti   |
| R.       | Nome            | da       | Modalità   |
| -------- | --------------- | -------- | ---------- |
| P        | Lorenzo Bardini |          | svincolato |

| Cessioni | Cessioni | Cessioni | Cessioni |
| R.       | Nome     | a        | Modalità |
| -------- | -------- | -------- | -------- |

## Risultati

### Serie C

#### Girone di andata
| Monopoli 23 ottobre 2018, ore 20:30 CEST 1ª giornata | Monopoli              | 0 – 0 (recupero) referto | Catania | Stadio Vito Simone Veneziani (1.631 spett.)\| Arbitro: \| Nicoletti[17] (Catanzaro) \| |
| Arbitro:                                             | Nicoletti (Catanzaro) |                          |         |                                                                                        |

| Arbitro: | Meraviglia (Pistoia) |

|                           |           |             |
| Marotta 47’ Biagianti 87’ | Marcatori | 71’ Catania |

| Arbitro: | Bitonti (Bologna) |

|  |           |                            |
|  | Marcatori | 56’ Vassallo 90+5’ Calapai |

| Arbitro: | Maranesi (Ciampino) |

|          |           |                          |
| Awua 31’ | Marcatori | 13’ Manneh 83’ Silvestri |

| Arbitro: | De Santis (Lecce) |

|                                       |           |  |
| Biagianti 28’ Lodi 51’ (rig.) Aya 82’ | Marcatori |  |

| Arbitro: | Camplone (Pescara) |

|                    |           |             |
| Floro Flores 90+1’ | Marcatori | 24’ Curiale |

| Arbitro: | Amabile (Vicenza) |

|                                  |           |           |
| Lodi 48’ (rig.), 61’ Marotta 50’ | Marcatori | 70’ Golfo |

| Arbitro: | Marcenaro (Genova) |

|                       |           |                                        |
| Parigi 36’ Scarpa 53’ | Marcatori | 1’, 14’ Marotta 4’, 81’ (rig.) Curiale |

| Arbitro: | Paterna (Teramo) |

|  |           |           |
|  | Marcatori | 31’ Conev |

| Arbitro: | Marchetti (Ostia) |

|                                      |           |               |
| França 12’ Strambelli 26’ Guaita 57’ | Marcatori | 38’ Biagianti |

| Arbitro: | De Angeli (Abbiategrasso) |

|  |           |                          |
|  | Marcatori | 12’ Kanouté 75’ Giannone |

| Castellammare di Stabia 17 novembre 2018, ore 18:30 CET 12ª giornata | Juve Stabia     | 0 – 0 referto | Catania | Stadio Romeo Menti (3.000 spett.)\| Arbitro: \| Sozza[30] (Seregno) \| |
| Arbitro:                                                             | Sozza (Seregno) |               |         |                                                                        |

| Arbitro: | Camplone (Pescara) |

|             |           |  |
| Marotta 88’ | Marcatori |  |

| 2 dicembre 2018, ore --:-- CET 14ª giornata - Turno di riposo |  | – |  |  |

| Arbitro: | Robilotta (Sala Consilina) |

|             |           |  |
| Starita 26’ | Marcatori |  |

| Arbitro: | Tremolada (Monza) |

|                   |           |  |
| Lodi 90+2’ (rig.) | Marcatori |  |

| Lentini 16 dicembre 2018, ore 20:30 CET 17ª giornata | Sicula Leonzio   | 0 – 0 referto | Catania | Stadio Angelino Nobile (3.169 spett.)\| Arbitro: \| Vigile[34] (Cosenza) \| |
| Arbitro:                                             | Vigile (Cosenza) |               |         |                                                                             |

| Arbitro: | Zufferli (Udine) |

|                                                  |           |  |
| Manneh 37’, 84’ Lodi 70’ Marotta 72’ Calapai 87’ | Marcatori |  |

| Arbitro: | Miele (Torino) |

|  |           |             |
|  | Marcatori | 81’ Calapai |

#### Girone di ritorno
| Arbitro: | Garofalo (Torre del Greco) |

|                       |           |  |
| Lodi 60’ Angiulli 87’ | Marcatori |  |

| Arbitro: | Ayroldi (Molfetta) |

|                        |           |          |
| Catania 1’ N.Rizzo 44’ | Marcatori | 86’ Lodi |

| Catania 23 gennaio 2019, ore 20:30 CET 22ª giornata | Catania                  | 3 – 0 (a tavolino) referto | Matera | Stadio Angelo Massimino\| Arbitro: \| Pashuku[39] (Albano Laziale) \| |
| Arbitro:                                            | Pashuku (Albano Laziale) |                            |        |                                                                       |

| Arbitro: | Annaloro (Collegno) |

|               |           |  |
| Di Piazza 21’ | Marcatori |  |

| Vibo Valentia 3 febbraio 2019, ore 20.30 CET 24ª giornata | Vibonese          | 0 – 0 referto | Catania | Stadio Luigi Razza (1.374 spett.)\| Arbitro: \| Bitonti[41] (Bologna) \| |
| Arbitro:                                                  | Bitonti (Bologna) |               |         |                                                                          |

| Arbitro: | D'Ascanio (Ancona) |

|                                      |           |  |
| Carriero 51’ Marotta 61’ Curiale 80’ | Marcatori |  |

| Arbitro: | Marchetti (Ostia Lido) |

|           |           |  |
| Tulli 56’ | Marcatori |  |

| Arbitro: | Curti (Milano) |

|                       |           |           |
| Biagianti 8’ Lodi 59’ | Marcatori | 7’ Capece |

| Arbitro: | Camplone (Milano) |

|                           |           |  |
| Polidori 4’, 90+1’ (rig.) | Marcatori |  |

| Arbitro: | Miele (Torino) |

|               |           |          |
| Di Piazza 75’ | Marcatori | 36’Giosa |

| Arbitro: | Robilotta (Sala Consilina) |

|           |           |                           |
| D'Ursi 2’ | Marcatori | 43’ Marotta 55’ Di Piazza |

| Arbitro: | Sozza (Seregno) |

|                 |           |  |
| Lodi 10’ (rig.) | Marcatori |  |

| Arbitro: | Zufferli (Udine) |

|                                        |           |  |
| Strambelli 13’, 56’ Bellomo 47’ (rig.) | Marcatori |  |

| 31 marzo 2019, ore --:-- CET 33ª giornata - Turno di riposo |  | – |  |  |

| Arbitro: | Gariglio (Pinerolo) |

|                            |           |           |
| Di Piazza 82’ Esposito 91’ | Marcatori | 32’ Longo |

| Arbitro: | Marcenaro (Genova) |

|           |           |  |
| Sarao 95’ | Marcatori |  |

| Arbitro: | Annaloro (Collegno) |

|                 |           |  |
| Lodi 53’ (rig.) | Marcatori |  |

| Arbitro: | Gualtieri (Asti) |

|                                   |           |                     |
| Magrassi 70’ De Rosa 90+2’ (rig.) | Marcatori | 8’ Bucolo 50’ Sarno |

| Arbitro: | Carrione (Castellammare di Stabia) |

|                 |           |                     |
| Lodi 22’ (rig.) | Marcatori | Cernigoi 31’ (rig.) |

#### Play-off
| Arbitro: | Ayroldi (Molfetta) |

|                                                           |           |               |
| Sarno 17’ Gasparetto 36’ (aut.) Di Piazza 57’ Marotta 81’ | Marcatori | 19’ Salandria |

#### Play-off - Fase Nazionale
| Arbitro: | Meraviglia (Pistoia) |

|              |           |              |
| França 90+1’ | Marcatori | 8’ Di Piazza |

| Arbitro: | Camplone (Pescara) |

|               |           |             |
| Di Piazza 77’ | Marcatori | 13’ Lescano |

| Arbitro: | Robilotta (Sala Consilina) |

|                      |           |                       |
| Lodi 73’, 87’ (rig.) | Marcatori | 2’ Tulli 68’ Ferretti |

| Arbitro: | Sozza (Seregno) |

|                 |           |             |
| Taugourdeau 26’ | Marcatori | 69’ Curiale |

### Coppa Italia
| Arbitro: | Vigile (Cosenza) |

|                                   |           |  |
| Lodi 29’ Rossetti 45’ Curiale 81’ | Marcatori |  |

| Arbitro: | Illuzzi (Molfetta) |

|          |           |                            |
| Gori 73’ | Marcatori | 13’, 80’ Rossetti 70’ Lodi |

| Arbitro: | Pasqua (Tivoli) |

|                           |           |  |
| Silvestri 33’ Marotta 41’ | Marcatori |  |

| Arbitro: | Rapuano (Rimini) |

|                         |           |            |
| Matri 10’ Locatelli 81’ | Marcatori | 41’ Brodić |

### Coppa Italia Serie C

#### Fase a eliminazione diretta
| Arbitro: | Carella (Bari) |

|             |           |                          |
| Curiale 51’ | Marcatori | 42’ Eklu 75’ Bianchimano |

## Statistiche

### Statistiche di squadra
Statistiche aggiornate al 31 maggio 2019.
| Competizione         | Punti                | In casa | In casa | In casa | In casa | In casa | In casa | In trasferta | In trasferta | In trasferta | In trasferta | In trasferta | In trasferta | Totale | Totale | Totale | Totale | Totale | Totale | D.R. |
| Competizione         | Punti                | G       | V       | N       | P       | GF      | GS      | G            | V            | N            | P            | GF           | GS           | G      | V      | N      | P      | GF     | GS     | D.R. |
| -------------------- | -------------------- | ------- | ------- | ------- | ------- | ------- | ------- | ------------ | ------------ | ------------ | ------------ | ------------ | ------------ | ------ | ------ | ------ | ------ | ------ | ------ | ---- |
| Serie C              | 65                   | 18      | 14      | 2       | 2       | 32      | 9       | 18           | 5            | 6            | 7            | 16           | 20           | 36     | 19     | 8      | 9      | 48     | 29     | +19  |
| Play-off             | Quarti di finale     | 2       | 1       | 1       | 0       | 5       | 2       | 3            | 0            | 3            | 0            | 3            | 3            | 5      | 1      | 4      | 0      | 8      | 5      | +3   |
| Coppa Italia         | Quarto turno         | 2       | 2       | 0       | 0       | 5       | 0       | 2            | 1            | 0            | 1            | 4            | 3            | 4      | 3      | 0      | 1      | 9      | 3      | +6   |
| Coppa Italia Serie C | Sedicesimi di finale | 1       | 0       | 0       | 1       | 1       | 2       | 0            | 0            | 0            | 0            | 0            | 0            | 1      | 0      | 0      | 1      | 1      | 2      | -1   |
| Totale               |                      | 23      | 17      | 3       | 3       | 42      | 13      | 23           | 6            | 9            | 8            | 24           | 26           | 46     | 22     | 12     | 12     | 66     | 39     | +27  |

### Andamento in campionato
| Giornata  | 1 | 2 | 3 | 4 | 5 | 6 | 7 | 8 | 9 | 10 | 11 | 12 | 13 | 14 | 15 | 16 | 17 | 18 | 19 | 20 | 21 | 22 | 23 | 24 | 25 | 26 | 27 | 28 | 29 | 30 | 31 | 32 | 33 | 34 | 35 | 36 | 37 | 38 |
| --------- | - | - | - | - | - | - | - | - | - | -- | -- | -- | -- | -- | -- | -- | -- | -- | -- | -- | -- | -- | -- | -- | -- | -- | -- | -- | -- | -- | -- | -- | -- | -- | -- | -- | -- | -- |
| Luogo     | T | C | T | T | C | T | C | T | C | T  | C  | T  | C  | R  | T  | C  | T  | C  | T  | C  | T  | C  | C  | T  | C  | T  | C  | T  | C  | T  | C  | T  | R  | C  | T  | C  | T  | C  |
| Risultato | N | V | V | V | V | N | V | V | P | P  | P  | N  | V  | R  | P  | V  | N  | V  | V  | V  | P  | V  | V  | N  | V  | P  | V  | P  | N  | V  | V  | P  | R  | V  | P  | V  | N  | N  |
| Posizione | 9 | 5 | 4 | 3 | 2 | 3 | 2 | 2 | 2 | 3  | 4  | 4  | 4  | 4  | 5  | 3  | 5  | 5  | 3  | 2  | 4  | 3  | 3  | 4  | 4  | 4  | 3  | 4  | 4  | 3  | 3  | 3  | 3  | 3  | 3  | 3  | 4  | 4  |

Legenda:

Luogo: C = Casa; T = Trasferta. Risultato: V = Vittoria; N = Pareggio; P = Sconfitta.

### Statistiche dei giocatori
| Giocatore     | Serie C  | Serie C | Serie C     | Serie C    | Coppa Italia | Coppa Italia | Coppa Italia | Coppa Italia | Coppa Italia Serie C | Coppa Italia Serie C | Coppa Italia Serie C | Coppa Italia Serie C | Serie C - Play-off | Serie C - Play-off | Serie C - Play-off | Serie C - Play-off | Totale   | Totale | Totale      | Totale     |
| Giocatore     | Presenze | Reti    | Ammonizioni | Espulsioni | Presenze     | Reti         | Ammonizioni  | Espulsioni   | Presenze             | Reti                 | Ammonizioni          | Espulsioni           | Presenze           | Reti               | Ammonizioni        | Espulsioni         | Presenze | Reti   | Ammonizioni | Espulsioni |
| ------------- | -------- | ------- | ----------- | ---------- | ------------ | ------------ | ------------ | ------------ | -------------------- | -------------------- | -------------------- | -------------------- | ------------------ | ------------------ | ------------------ | ------------------ | -------- | ------ | ----------- | ---------- |
| F. Angiulli   | 22       | 1       | 2           | 0          | 2            | 0            | 0            | 0            | 1                    | 0                    | 0                    | 0                    | 1                  | 0                  | 0                  | 0                  | 26       | 1      | 2           | 0          |
| R. Aya        | 35       | 1       | 3           | 0          | 2            | 0            | 0            | 0            | 1                    | 0                    | 0                    | 0                    | 5                  | 0                  | 1                  | 0                  | 43       | 1      | 4           | 0          |
| L. Bardini    | 1        | -1      | 0           | 0          | -            | -            | -            | -            | -                    | -                    | -                    | -                    | -                  | -                  | -                  | -                  | 1        | -1     | 0           | 0          |
| J. Baraye     | 22       | 0       | 3           | 0          | 1            | 0            | 0            | 0            | -                    | -                    | -                    | -                    | 4                  | 0                  | 1                  | 0                  | 27       | 0      | 4           | 0          |
| M. Barisić    | 12       | 0       | 1           | 0          | 4            | 0            | 0            | 0            | 1                    | 0                    | 0                    | 0                    | -                  | -                  | -                  | -                  | 17       | 0      | 1           | 0          |
| M. Biagianti  | 30       | 4       | 4           | 0          | 4            | 0            | 0            | 0            | -                    | -                    | -                    | -                    | 5                  | 0                  | 0                  | 1                  | 39       | 4      | 4           | 1          |
| D. Biancola   | -        | -       | -           | -          | -            | -            | -            | -            | -                    | -                    | -                    | -                    | -                  | -                  | -                  | -                  | -        | -      | -           | -          |
| S. Bonaccorsi | 0        | 0       | 0           | 0          | -            | -            | -            | -            | -                    | -                    | -                    | -                    | -                  | -                  | -                  | -                  | 0        | 0      | 0           | 0          |
| E. Blondett   | -        | -       | -           | -          | 3            | 0            | 1            | 0            | -                    | -                    | -                    | -                    | -                  | -                  | -                  | -                  | 3        | 0      | 1           | 0          |
| F. Brodić     | 17       | 0       | 1           | 0          | 1            | 1            | 0            | 0            | 1                    | 0                    | 0                    | 0                    | 3                  | 0                  | 0                  | 0                  | 22       | 1      | 1           | 0          |
| R. Bucolo     | 23       | 1       | 1           | 0          | 4            | 0            | 0            | 0            | 1                    | 0                    | 0                    | 0                    | 3                  | 0                  | 0                  | 0                  | 31       | 1      | 1           | 0          |
| C. Caccetta   | -        | -       | -           | -          | 1            | 0            | 0            | 0            | -                    | -                    | -                    | -                    | -                  | -                  | -                  | -                  | 1        | 0      | 0           | 0          |
| L. Calapai    | 30       | 3       | 2           | 0          | 2            | 0            | 0            | 0            | -                    | -                    | -                    | -                    | 5                  | 0                  | 0                  | 1                  | 37       | 3      | 2           | 1          |
| G. Carriero   | 13       | 1       | 2           | 1          | -            | -            | -            | -            | 1                    | 0                    | 0                    | 0                    | 2                  | 0                  | 1                  | 0                  | 16       | 1      | 3           | 1          |
| S. Ciancio    | 16       | 0       | 4           | 0          | 1            | 0            | 0            | 0            | -                    | -                    | -                    | -                    | -                  | -                  | -                  | -                  | 17       | 0      | 4           | 0          |
| D. Curiale    | 30       | 4       | 5           | 1          | 3            | 1            | 1            | 0            | 1                    | 1                    | 0                    | 0                    | 4                  | 1                  | 2                  | 0                  | 38       | 7      | 8           | 1          |
| A. Di Grazia  | 0        | 0       | 0           | 0          | 1            | 0            | 0            | 0            | -                    | -                    | -                    | -                    | -                  | -                  | -                  | -                  | 1        | 0      | 0           | 0          |
| M. Di Piazza  | 17       | 4       | 0           | 0          | -            | -            | -            | -            | 1                    | 0                    | 0                    | 0                    | 5                  | 3                  | 0                  | 0                  | 23       | 7      | 0           | 0          |
| I. Escu       | 0        | 0       | 0           | 0          | -            | -            | -            | -            | -                    | -                    | -                    | -                    | -                  | -                  | -                  | -                  | 0        | 0      | 0           | 0          |
| A. Esposito   | 21       | 1       | 5           | 1          | 1            | 0            | 0            | 0            | -                    | -                    | -                    | -                    | 3                  | 0                  | 0                  | 1                  | 25       | 1      | 5           | 2          |
| D. Fabiani    | 0        | -0      | 0           | 0          | -            | -            | -            | -            | -                    | -                    | -                    | -                    | -                  | -                  | -                  | -                  | 0        | -0     | 0           | 0          |
| G. Fornito    | -        | -       | -           | -          | 1            | 0            | 0            | 0            | -                    | -                    | -                    | -                    | -                  | -                  | -                  | -                  | 1        | 0      | 0           | 0          |
| G. Graziano   | -        | -       | -           | -          | 1            | 0            | 0            | 0            | -                    | -                    | -                    | -                    | -                  | -                  | -                  | -                  | 1        | 0      | 0           | 0          |
| M. Liguori    | 3        | 0       | 1           | 0          | -            | -            | -            | -            | -                    | -                    | -                    | -                    | -                  | -                  | -                  | -                  | 3        | 0      | 1           | 0          |
| C. Llama      | 12       | 0       | 3           | 0          | -            | -            | -            | -            | -                    | -                    | -                    | -                    | 3                  | 0                  | 0                  | 0                  | 15       | 0      | 3           | 0          |
| F. Lodi       | 35       | 11      | 2           | 0          | 3            | 2            | 0            | 0            | 1                    | 0                    | 0                    | 0                    | 4                  | 2                  | 0                  | 0                  | 43       | 15     | 2           | 0          |
| D. Lovric     | 3        | 0       | 0           | 0          | 2            | 0            | 0            | 0            | 1                    | 0                    | 0                    | 0                    | -                  | -                  | -                  | -                  | 6        | 0      | 0           | 0          |
| K. Manneh     | 30       | 3       | 1           | 0          | 2            | 0            | 0            | 0            | 1                    | 0                    | 0                    | 0                    | 4                  | 0                  | 0                  | 0                  | 37       | 3      | 1           | 0          |
| G. Marchese   | 9        | 0       | 2           | 0          | 2            | 0            | 0            | 0            | 1                    | 0                    | 0                    | 0                    | 4                  | 0                  | 0                  | 0                  | 16       | 0      | 2           | 0          |
| A. Marotta    | 31       | 8       | 6           | 0          | 2            | 1            | 0            | 0            | -                    | -                    | -                    | -                    | 5                  | 1                  | 0                  | 0                  | 38       | 10     | 6           | 0          |
| A. Mujkić     | 0        | 0       | 0           | 0          | -            | -            | -            | -            | -                    | -                    | -                    | -                    | -                  | -                  | -                  | -                  | 0        | 0      | 0           | 0          |
| M. Noce       | -        | -       | -           | -          | 1            | 0            | 0            | 0            | -                    | -                    | -                    | -                    | -                  | -                  | -                  | -                  | 1        | 0      | 0           | 0          |
| G. Papaserio  | -        | -       | -           | -          | 1            | 0            | 0            | 0            | -                    | -                    | -                    | -                    | -                  | -                  | -                  | -                  | 1        | 0      | 0           | 0          |
| E. Pecorino   | 1        | 0       | 0           | 0          | -            | -            | -            | -            | -                    | -                    | -                    | -                    | -                  | -                  | -                  | -                  | 1        | 0      | 0           | 0          |
| M. Pisseri    | 34       | -28     | 2           | 0          | 4            | -3           | 0            | 0            | -                    | -                    | -                    | -                    | 5                  | -6                 | 0                  | 0                  | 43       | -37    | 2           | 0          |
| D. Pozzebon   | -        | -       | -           | -          | 1            | 0            | 0            | 0            | -                    | -                    | -                    | -                    | -                  | -                  | -                  | -                  | 1        | 0      | 0           | 0          |
| G. Pulidori   | 0        | -0      | 0           | 0          | -            | -            | -            | -            | 1                    | -2                   | 0                    | 0                    | -                  | -                  | -                  | -                  | 1        | -2     | 0           | 0          |
| A. Rizzo      | 1        | 0       | 0           | 0          | -            | -            | -            | -            | -                    | -                    | -                    | -                    | -                  | -                  | -                  | -                  | 1        | 0      | 0           | 0          |
| G. Rizzo      | 22       | 0       | 9           | 0          | 1            | 0            | 0            | 0            | -                    | -                    | -                    | -                    | 5                  | 0                  | 1                  | 0                  | 28       | 0      | 10          | 0          |
| M. Rossetti   | -        | -       | -           | -          | 2            | 3            | 0            | 0            | -                    | -                    | -                    | -                    | -                  | -                  | -                  | -                  | 2        | 3      | 0           | 0          |
| V. Sarno      | 9        | 1       | 0           | 0          | -            | -            | -            | -            | 1                    | 0                    | 0                    | 0                    | 5                  | 1                  | 1                  | 0                  | 15       | 2      | 1           | 0          |
| L. Scaglia    | 12       | 0       | 1           | 0          | -            | -            | -            | -            | -                    | -                    | -                    | -                    | -                  | -                  | -                  | -                  | 12       | 0      | 1           | 0          |
| T. Silvestri  | 29       | 1       | 10          | 0          | 2            | 1            | 1            | 0            | 1                    | 0                    | 0                    | 0                    | 5                  | 0                  | 1                  | 0                  | 37       | 2      | 12          | 0          |
| L. Valeau     | 6        | 0       | 0           | 0          | -            | -            | -            | -            | -                    | -                    | -                    | -                    | -                  | -                  | -                  | -                  | 6        | 0      | 0           | 0          |
| A. Vassallo   | 14       | 1       | 1           | 1          | -            | -            | -            | -            | -                    | -                    | -                    | -                    | -                  | -                  | -                  | -                  | 14       | 1      | 1           | 1          |